# M-22 (DJ-Duo)
M-22 ist ein DJ- und Produzenten-Duo, bestehend aus dem Briten Matt James und dem Deutschen Frank Sanders. Das Duo lernte sich am 22. März 2013 bei Tonstudioarbeiten kennen, woraus sich auch ihr Künstlername M-22 ableitet. Ihren Durchbruch feierten sie noch im selben Jahr mit ihrer Debüt-Single Good To Be Loved.

## Geschichte
Am 22. März 2013 lernen sich Matt James und Frank Sanders bei einer gemeinsamen Produktion für Sony Music in Kanada kennen. Beide verstanden sich auf Anhieb gut und schlossen sich zu einem Duo zusammen.
Im April 2015 veröffentlicht M-22 in Großbritannien den Track Some Time, der in den UK Club Charts bis auf Platz 6 klettert und in der Sarah-Jane Crawford Show (BBC1 Xtra) zum "Record of the Week" gewählt wird. Die Debütsingle Good To Be Loved des Duos erscheint am 22. Mai 2015 im Handel. Der Deep-Houselastige Track erreicht unter anderem in Deutschland die offiziellen Single-Charts und steigt dort bis in die obere Hälfte. Als Sänger wirkt hierbei der barbadische Singer-Songwriter Jaicko Lawrence mit, dessen Vocals für den Song stark gepitcht wurden.
Ende 2015 beteiligten sich M-22 mit dem Song Love Me Loud an Robin Schulz’ Album Sugar. Für den jamaikanischen Sänger Omi produzierten sie das Lied Hula Hoop als Nachfolger zu seinem Nummer-eins-Hit Cheerleader. Insgesamt landen sie in über 20 Ländern in den Charts. In der Folge produziert das Duo Remixe für Künstler wie Avicii, Sigala, Sigma, Axwell Λ Ingrosso, Deepend und Sam Feldt. Im August 2016 spielen sie außerdem zusammen mit Axwell Λ Ingrosso auf der Label Party von Refune Night in Ibiza.
Im Oktober 2016 feiert das Duo mit ihrer Single Somewhere New, die in Zusammenarbeit mit Klingande entstand einen weiteren großen Erfolg. Diese erreichen in Schweden für 20 Tausend verkaufte Einheiten Gold-Status. Zudem erfolgten Auftritte auf großen Festivals wie dem Airbeat One, dem Ushuaïa oder dem Sputnik Springbreak.

## Mitglieder
- Matt James begann schon im Alter von 14 Jahren seine eigenen Sounds zu kreieren. Bereits zwei Jahre später steht er gemeinsam mit Pete Tong und Roger Sanchez in einem der größten britischen Clubs, dem Syndicate Blackpool, an den Turntables. Nur kurze Zeit danach nimmt ihn Ministry of Sound unter Vertrag. Fortan schreibt und produziert Matt James Songs für Künstler wie H Two O.[1]

- Frank Sanders ist bereits seit mehreren Jahren, sowohl in Deutschland, als auch in vielen weiteren europäischen Ländern erfolgreich. Zum einen ist er Mitglied mehrerer Projekte, darunter vom Michael Mind Project sowie auch Teil der Sunloverz.[2][3] Er produzierte und schrieb bereits für unter anderem Jason Derulo, DJ Antoine, Carlprit, Tanja La Croix und Sean Kingston.[4]

## Diskografie
Singles
- 2015: Some Time
- 2015: Good to Be Loved
- 2015: Inspiration
- 2017: First Time (feat. Medina)
- 2018: How Does It Feel (UK: Silber)
- 2019: White Lies (UK: Silber)
- 2019: After Hours (mit Kiara Nelson, UK: Silber)

Songs als Gastmusiker
- 2015: Love Me Loud (Robin Schulz & M-22 feat. Aleesia)
- 2016: Somewhere New (Klingande feat. M-22)